# Xanthogalum
- Commons
- Wikispecies

Xanthogalum é um género botânico pertencente à família Apiaceae.